# Helen Archdale
Helen Alexander Archdale née Russel (25 août 1876 - 8 décembre 1949) est une journaliste, suffragiste et féministe écossaise. 

## Biographie
Helen Archdale naît en Écosse, à Nenthorn, dans le Berwickshire. Elle est la fille d'Helen Evans (née Carter) (1834-1903), l'une des Sept d'Édimbourg, le premier groupe de femmes à s'inscrire dans une université britannique, et d'Alexander Russel (1814–1876), journaliste écossais, rédacteur en chef du journal The Scotsman.
Archdale fait ses études à la St Leonard's School (en), à St Andrews, puis à l'université de St Andrews de 1893 à 1894,.
Elle épouse en 1901 un officier en poste en Inde, Theodore Montgomery Archdale, le couple a trois enfants, Nicholas Montgomery Archdale, haut-shérif de la Clwyd, Betty Archdale (en), cricketteuse et principale de collège à Sidney, et Alexander Archdale (en), producteur de théâtre. Archdale vit en Inde jusqu'à son retour en Écosse en 1908. Elle rejoint la WSPU la même année et devient organisatrice de la branche de Sheffield en 1910. Elle emploie Adele Pankhurst comme gouvernante à domicile. Elle s'installe à Londres en 1911 et occupe les fonctions de secrétaires des détenus pour le WSPU en 1911.
Archdale est journaliste et écrit dans plusieurs titres édités par le WSPU, notamment The Suffragette à partir d'octobre 1912, et son successeur, Britannia en 1915. Elle est la première rédactrice en chef de l'hebdomadaire politique et littéraire Time & Tide fondé en 1920 par Margaret Haig Thomas. Elle écrit des articles dans les années 1930 pour le Times, le Daily News, Christian Science Monitor et The Scotsman. Elle est séparée de son mari après 1913.
Pendant la Première Guerre mondiale, elle soutient l'effort de guerre par des activités au département des femmes du ministère du Service national durant la dernière année de guerre.

## Militantisme suffragiste et emprisonnements
Helen Archdale participe à une manifestation de la WSPU à Édimbourg le 9 octobre 1909. Elle est arrêtée à Dundee le 20 octobre, avec Hannah Mitchell, Adela Pankhurst et Maud Joachim et Catherine Corbett. Ces militantes sont accusées de trouble à l'ordre public après avoir interrompu une réunion tenue Winston Churchill, alors député local, dont les femmes avaient été exclues, et condamnées à dix jours d'emprisonnement. Durant leur détention, elles entament une grève de la faim, mais sont libérées après quatre jours sans avoir été nourries de force,,,. Archdale est à nouveau condamnée à deux mois d'emprisonnement pour avoir brisé des vitres à Whitehall en décembre 1911,.
Archdale est secrétaire nationale, puis secrétaire internationale du Six Point Group (en), fondé par Lady Rhondda. Elle fonde, avec Haig Thomas, Chrystal Macmillan et Elizabeth Abbott en 1926 l'Open Door Council,. 
En 1927, Archdale travaille à Genève, faisant du lobbying pour un traité sur l'égalité des droits entre hommes et femmes à la Société des Nations,. Elle devient secrétaire du comité de liaison des organisations internationales de femmes, créé en 1931 en tant que coalition pour promouvoir l'égalité des droits, le désarmement et la représentation des femmes à la SDN. De 1929 à 1934, elle est présidente d'Equal Rights International, une organisation vouée à la promotion de la campagne pour l'égalité juridique et professionnelle des femmes et des hommes basée à La Haye,. À la fin des années 1930, elle fréquente le World Women's Party.
Helen Archdale meurt le 8 décembre 1949 au 17 Grove Court, St John's Wood, Londres.